# La Bastide-de-Lordat
La Bastide-de-Lordat é uma comuna francesa na região administrativa de Occitânia, no departamento de Ariège.